# Mathias Perl
Mathias Perl (* 17. Januar 1989 in Gießen) ist ein ehemaliger deutscher Basketballspieler. Der 1,87 Meter große Aufbauspieler lief in der Basketball-Bundesliga für die Gießen 46ers auf.

## Laufbahn
Perl begann seine Basketball-Vereinskarriere beim MTV 1846 Gießen und entwickelte sich zum Juniorennationalspieler. Im Sommer 2004 nahm er mit Deutschlands U16-Auswahl an der Europameisterschaft teil, ein Jahr später gehörte er ebenfalls zum deutschen Aufgebot für die U16-EM (B-Gruppe).
Nach ersten Einsätzen in der Regionalliga-Herrenmannschaft des VfB Gießen spielte Perl ab 2007 für den LTi Lich (später Licher Basket Bären) erst in der 2. Bundesliga ProA, dann in der 2. Bundesliga ProB. Die Licher dienten dem Gießener Erstligisten damals als Nachwuchsfördermannschaft. Perl gehörte gleichzeitig zum Gießener Bundesligakader und gab im Dezember 2009 im Duell mit Braunschweig seinen Einstand in der höchsten deutschen Spielklasse. Bis 2012 bestritt er insgesamt 54 Bundesliga-Einsätze für Gießen.
Im Anschluss an die Saison 2011/12 zog er sich aus dem Gießener Bundesligaaufgebot zurück und spielte bis 2014 für Lich in der ProB. 2014 wechselte Perl zu den EN Baskets Schwelm, mit denen er 2016 den Abstieg aus der ProB hinnehmen musste, 2017 als Meister der 1. Regionalliga West aber postwendend in die dritthöchste deutsche Liga zurückkehrte.
Im Sommer 2018 schloss er sich den Hertener Löwen in der 1. Regionalliga an. Im April 2021 gab Perl das Ende seiner Basketballlaufbahn bekannt und ging aus beruflichen Gründen nach Gießen zurück.